# Purchart von Udalrichingen
Purchart von Udalrichingen (* um 920/930; † 9. August 975) war Abt des Benediktinerklosters St. Gallen von 958 bis 971.

## Leben
Purchart stammte aus dem Geschlecht der Udalrichinger. Sein Vater war wahrscheinlich Graf Ulrich V.; seine Mutter trug den Namen Wendelgard. Er dürfte im dritten Jahrzehnt des 10. Jahrhunderts geboren worden sein. Bereits in jungen Jahren kam er als Oblate ins Kloster St. Gallen und wurde unter Craloh Dekan. Seine erste urkundliche Nennung als Abt fällt auf die Jahre 959/60.
Sein Vorgänger Ekkehart I., der von Craloh zum Nachfolger bestimmt worden war, hatte einen bleibenden Schaden von einem Reitunfall kurz nach seiner Ernennung zum Abt, der ihn davon abhielt, sein Amt auszuüben. Ekkehart I. bestimmte daher Purchart zum Nachfolger, und dieser trat das Amt an. Doch auch er war von einem Reitunfall geschädigt und konnte sein Amt nicht immer voll ausfüllen. 
Er erhielt von Papst Johannes XIII. 967 die Bestätigung der Immunität und aller andern Rechte und Besitzungen des Klosters.

## Wirken
Purchart war für seine Wohltätigkeit bei den Mönchen sehr beliebt. Allerdings litten unter ihm Ökonomie und Ordnung, da er die Geschäfte infolge seiner Beinlähmung nicht ausführen konnte, sondern sie dem hochbetagten Dekan und dem Kämmerer überlassen musste. Der Kaiser veranlasste deshalb eine Visitation, ökonomische Massnahmen wurden beschlossen und Abt Kerbodo von Lorsch mit Reformen betraut, die er während eines längeren Aufenthalts in St. Gallen in Statuten festhielt. Diese blieben massgebend. Purchart indes liess die Galluskapelle erbauen. In deren Nähe wollte er nach seiner Amtsniederlegung 971 seinen Lebensabend als inclusus verbringen. Doch Bischof Konrad von Konstanz widersetzte sich auf Grund der schlechten Gesundheit Purcharts diesem Plan.
Neben dem Eingang wurde Purchart 975 von Bischof Konrad von Konstanz beigesetzt.